# Departement für Staatssicherheit der Republik Litauen

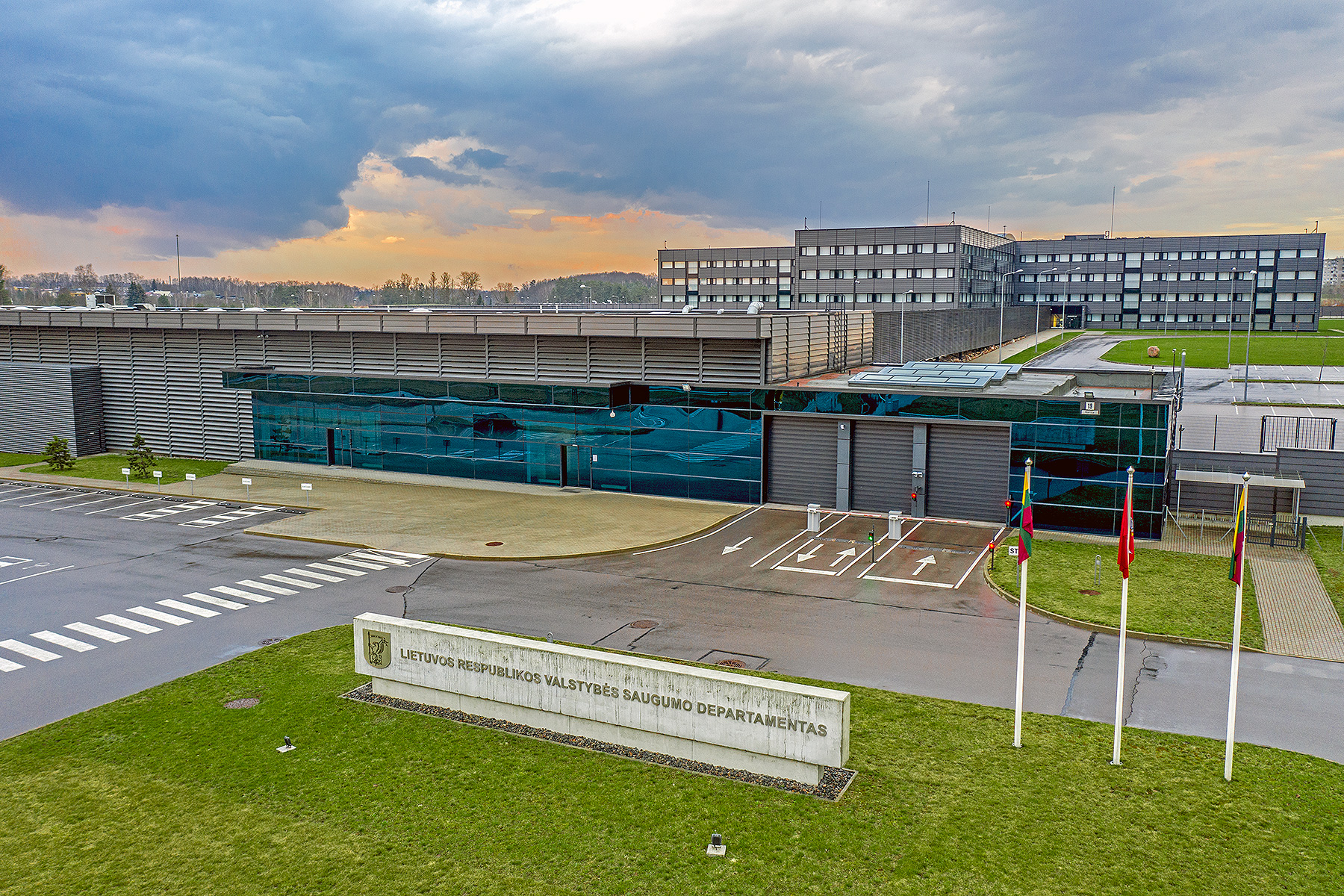
VSD (Litauischer Nachrichtendienst)

Das Departement für Staatssicherheit der Republik Litauen (lit. Lietuvos Respublikos valstybės saugumo departamentas, VSD) ist ein Nachrichtendienst, der dem Verfassungsschutz in Litauen zugeordnet ist. Gegründet wurde der Dienst am  27. Oktober 1918 und ist dem Innenministerium Litauens angegliedert.

## Paksagate
Das litauische Präsidialamt startete zwischen  2003 und 2004 eine Untersuchung gegen den litauischen Geheimdienst VSD unter der damaligen Leitung von Mečys Laurinkus. Der VSD wurde der Fälschung von operativen Unterlagen im Zusammenhang mit einigen Privatisierungsgeschäften und mit dem Paksas-Skandal beschuldigt. Das Ansehen des Geheimdienstes hat dadurch einen Schaden erlitten. Der VSD brachte durch seine Informationen die vermuteten Verstrickungen des Staatspräsidenten zu Tage.

## CIA-Geheimgefängnisse
Die Generalstaatsanwaltschaft Litauens leitete gegen die drei ehemalige Spitzenbeamten  des  VSD,  Mečys Laurinkus, Arvydas Pocius und dessen Stellvertreter Dainius Dabašinskas, Voruntersuchungen ein. 
Ihnen wurde vorgeworfen, die politische Führung des Landes über die Zusammenarbeit des VSD mit dem US-Geheimdienst CIA im Bezug auf die Bereitstellung von Standorten für ein oder mehrere Geheimgefängnisse nicht oder nicht ausreichend informiert zu haben.

## Leitung

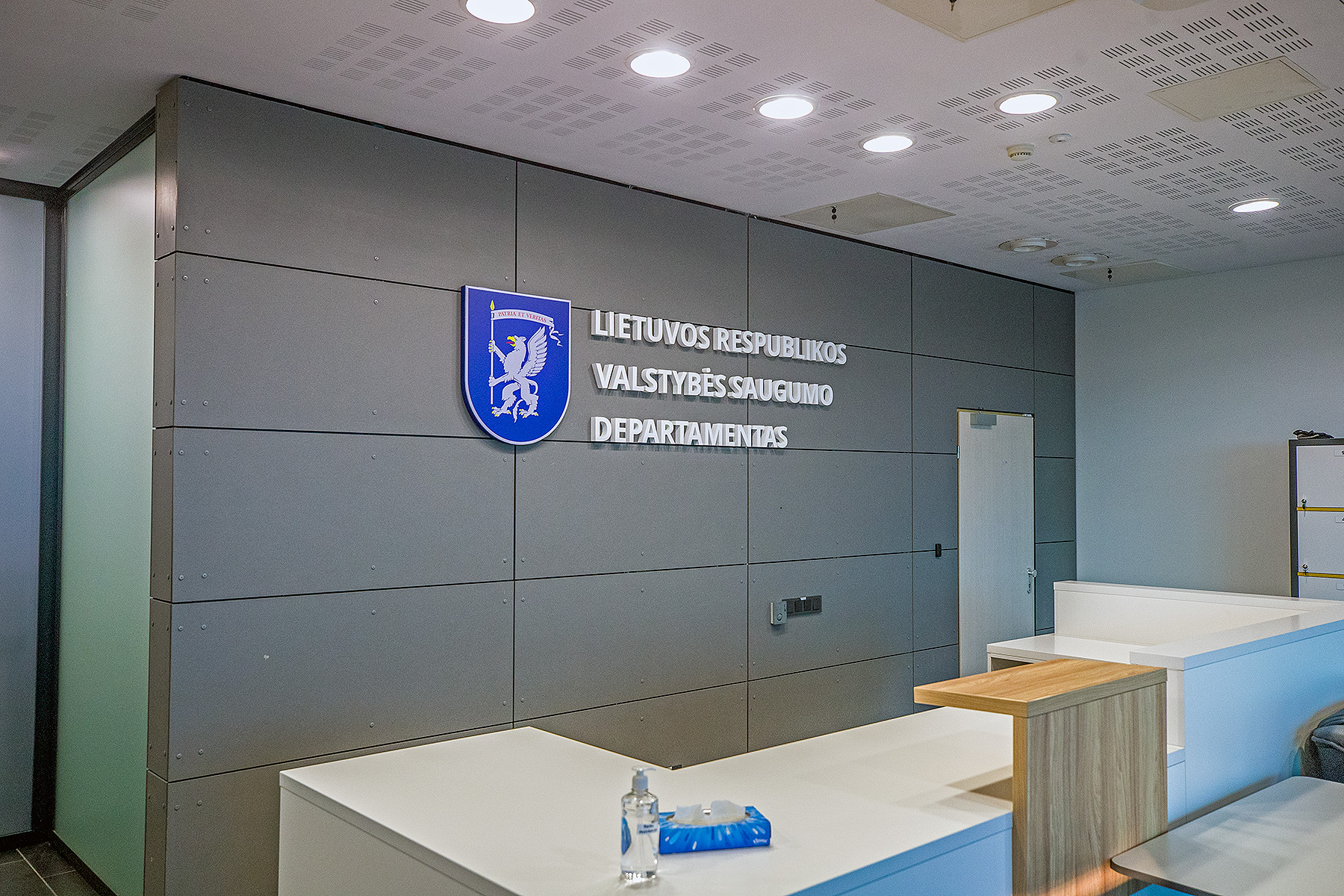
VSD Büro

„B“-Kriminalabteilung am Innenministerium
- Antanas Račys (1923–1924)

Abteilung für politische Polizei am Innenministerium
- Antanas Račys (1924–1926)
- Ignas Paškevičius (1926)
- Bronius Vėžys (1926)
- Antanas Račys (1926–1927)

Kriminalpolizei des Innenministeriums
- Jonas Polovinskas-Budrys (1927–1928)
- Aleksandras Survila (1928–1929)
- Steponas Rusteika (1930–1931)
- Jonas Statkus (1931–1933)

„A“-Abteilung der Kriminalpolizei des Innenministeriums (ab 1928 Erste Abteilung)
- Aleksandras Survila (1927)
- Jonas Statkus (1928–1931)
- Augustinas Povilaitis (1931–1933)

Departement für Staatssicherheit des Innenministeriums
- Jonas Statkus (1933–1934)
- Augustinas Povilaitis (1934–1940)

Staatssicherheitpolizei des Departements für Staatssicherheit
- Augustinas Povilaitis (1933–1934)
- Felicijonas Bortkevičius (1935–1940)

Departement für Staatssicherheit an der Regierung Republik Litauen (1990–1991)
- Mečys Laurinkus (1990–1991)
- Viktoras Zedelis (1991)
- Zigmas Vaišvila (1991–1992)

Nationalsicherheitsamt (1991–1992)
- Balys Gajauskas (1992–1992)

Sicherheitsamt (1992–1994)
- Petras Plumpa (1992–1993)
- Jurgis Jurgelis (1993–1994)

Departement für Staatssicherheit (seit 1994)
- Jurgis Jurgelis (1994–1998)
- Mečys Laurinkus (1998–2004)
- Arvydas Pocius (2004–2007)
- Povilas Malakauskas (2007–2009)
- Gediminas Grina (2010–2015)
- Darius Jauniškis (seit 2015)